# Duplicaria veronicae
Duplicaria veronicae is een slakkensoort uit de familie van de Terebridae. De wetenschappelijke naam van de soort is voor het eerst geldig gepubliceerd in 1993 door Nicolay & Angioy.